# Baschleiden
Baschleiden (lb. Baschelt) – wieś (Uertschaft) w północno-zachodnim Luksemburgu, w kantonie Wiltz, w gminie Boulaide. Do 3 października 2015 miejscowość leżała w dystrykcie Diekirch. Liczy 511 mieszkańców (31 grudnia 2022).